# تاتار سفلی (رامیان)
تاتارسفلی، روستایی است از توابع بخش مرکزی شهرستان رامیان در استان گلستان ایران.

## جمعیت
این روستا در دهستان دلند قرار دارد و براساس سرشماری مرکز آمار ایران در سال ۱۳۸۵، جمعیت آن ۱۷۵۹ نفر (۳۱۴خانوار) بوده‌است.